# Будимпешта
Будимпешта (мађ. Budapest /ˈbudɒpɛʃt/ Hu-Budapest.oggⓘ — Будапешт) је главни и највећи град Мађарске. Налази се на северу земље и лежи на Панонској низији. Град Будимпешта чини посебну жупанију (главни град) у склопу жупанијске поделе Мађарске, а са свих страна окружује је жупанија Пешта. Према попису из 2023. било је 1.685.342 становника, док је у широј околини живело 2.999.794 становника. Будимпешта је девети град по насељености у Европској унији и други највећи град на Дунаву.
Историја Будимпеште почела је када је рано келтско насеље прерасло у римски град Аквинкум, главни град Доње Паноније. Мађари су стигли крајем 9. века, али су то подручје опљачкали Монголи током 1241/42. Поново успостављени Будим је до 15. века постао један од средишта ренесансне хуманистичке културе. Након Мохачке битке 1526. уследила је владавина Османског царства која је трајала скоро 150 година. Након поновног освајања Будима 1686, регион је ушао у ново доба просперитета, након чега је уследило уједињење Будима, Обуде и Пеште 17. новембра 1873. под именом „Будимпешта”. Будимпешта је такође постала копрестоница Аустроугарске, велике силе која се распала 1918. након Првог светског рата. Град је био жариште Мађарске револуције 1848. и битке за Будимпешту 1945. године, као и Мађарске револуције 1956.
Средишња област Будимпеште дуж Дунава је проглашена као Унескова Светска баштина и има неколико значајних споменика класичне архитектуре, међу којима су Зграда мађарског парламента и Будимски дворац. Град такође има око 80 геотермалних извора, највећи пећински систем термалне воде, другу по величини синагогу и трећу највећу зграду парламента на свету. Будимпешта привлачи око 12 милиона међународних туриста годишње, што је чини веома популарном дестинацијом у Европи.

## Етимологија
Име Будимпешта настало је спајањем назива Будима и Пеште, који су се (заједно са Обудом) ујединили 1873. године. Гроф Иштван Сечењи, мађарски политичар, писац и историчар, помиње овај назив у књизи Свет, објављеној 1831. године.
О пореклу назива Будим постоји више теорија. Према првој, која потиче из средњег века, Будим је добио име по оснивачу, Бледи, претходнику и рођаку Атиле Хунског. Бледа је у мађарској литератури познат под именом Буда (мађ. Buda). Ову теорију подржавају и савремени историчари. Према другој теорији, назив потиче од словенске речи вода и везује се за Аквинкум, стари римски град, који се налазио на овом подручју.
Порекло назива Пеште, такође се тумачи на више начина. Једно од њих, које је забележио Клаудије Птолемеј, каже да је овде још у периоду римске владавине постојало утврђење. Назив утврђења, Птолемеј наводи као Πέσσιον (мађ. Pesszion). Друга теорија указује на словенско порекло. Сматра се да је основа речи пећ (буг. пещ) и да је повезана са речи пещера („пећина”).

## Географија
Будимпешта је смештена у самом центру Панонске низије, у жупанији Пешта. Заузима 525 km² и окружена је насељима пештанске жупаније. Путем се налази 216 km југоисточно од Беча, 545 km јужно од Варшаве, 1565 km југозападно од Москве, 1122 km северно од Атине, 788 km североисточно од Милана и 443 km југоисточно од Прага. Од Београда је путем удаљена 378 km, а од граничног прелаза Хоргош 184 km.
Најнижа тачка Будимпеште је ниво Дунава, око 90 m надморске висине, а највиша 529 m (брдо Јанош). Град се протеже 25 km у дужину (од југа ка северу) и 29 km у ширину (правац исток-запад). Заузима обе обале Дунава, који улази у град са северне стране. Дунав је у делу који протиче кроз Будимпешту одувек био плитак. На средини реке налазе се и острва Обуда и Маргитсигет. Острво Чепел, највеће острво на Дунаву у Мађарској, својим северним делом обухвата 21. будимпештански округ.
Будимпешта је посебна по топографском контрасту између будимске и пештанске стране. Лева обала (Будим) је брдовита, са око 20 брда на територији града. Брда су углавном од кречњака и доломита, са пећинама које је начинила вода. Највећа пећина је сталактитна пећина Палвелђи (мађ. Pálvölgyi), чија укупна дужина износи 7.200 m. На другој страни Дунава је Пешта — потпуна супротност Будиму. Смештена у низији, на терену који се полако издиже ка истоку, да би најисточнији делови града били готово исте надморске висине као будимска брда. Пешта заузима око ⅔ површине Будимпеште.
Будимпешта је једини главни град у свету у којем се налазе термални извори. Из 125 термалних извора извире 70 милиона термалне воде дневно, са температуром и до 58 °C. Неки од ових извора имају лековита својства.

### Клима
Клима у Будимпешти је умереноконтинентална. Лета су топла и пријатна, док су зиме оштре и хладне. Дугих периода без падавина нема.
| Клима Будимпеште, 1971–2010                               | Клима Будимпеште, 1971–2010 | Клима Будимпеште, 1971–2010 | Клима Будимпеште, 1971–2010 | Клима Будимпеште, 1971–2010 | Клима Будимпеште, 1971–2010 | Клима Будимпеште, 1971–2010 | Клима Будимпеште, 1971–2010 | Клима Будимпеште, 1971–2010 | Клима Будимпеште, 1971–2010 | Клима Будимпеште, 1971–2010 | Клима Будимпеште, 1971–2010 | Клима Будимпеште, 1971–2010 | Клима Будимпеште, 1971–2010 |
| Показатељ \ Месец                                         | .Јан.                       | .Феб.                       | .Мар.                       | .Апр.                       | .Мај.                       | .Јун.                       | .Јул.                       | .Авг.                       | .Сеп.                       | .Окт.                       | .Нов.                       | .Дец.                       | .Год.                       |
| --------------------------------------------------------- | --------------------------- | --------------------------- | --------------------------- | --------------------------- | --------------------------- | --------------------------- | --------------------------- | --------------------------- | --------------------------- | --------------------------- | --------------------------- | --------------------------- | --------------------------- |
| Апсолутни максимум, °C (°F)                               | 18,1 (64,6)                 | 19,7 (67,5)                 | 25,4 (77,7)                 | 30,2 (86,4)                 | 34,0 (93,2)                 | 39,5 (103,1)                | 40,7 (105,3)                | 39,4 (102,9)                | 35,2 (95,4)                 | 30,8 (87,4)                 | 22,6 (72,7)                 | 19,3 (66,7)                 | 40,7 (105,3)                |
| Максимум, °C (°F)                                         | 2,9 (37,2)                  | 5,5 (41,9)                  | 10,6 (51,1)                 | 16,4 (61,5)                 | 21,9 (71,4)                 | 24,6 (76,3)                 | 26,7 (80,1)                 | 26,6 (79,9)                 | 21,6 (70,9)                 | 15,4 (59,7)                 | 7,7 (45,9)                  | 4,0 (39,2)                  | 15,3 (59,5)                 |
| Просек, °C (°F)                                           | 0,4 (32,7)                  | 2,3 (36,1)                  | 6,1 (43)                    | 12,0 (53,6)                 | 16,6 (61,9)                 | 19,7 (67,5)                 | 22,3 (72,1)                 | 21,2 (70,2)                 | 16,9 (62,4)                 | 11,8 (53,2)                 | 5,4 (41,7)                  | 1,8 (35,2)                  | 11,3 (52,3)                 |
| Минимум, °C (°F)                                          | −1,6 (29,1)                 | 0,0 (32)                    | 3,5 (38,3)                  | 7,6 (45,7)                  | 12,1 (53,8)                 | 15,1 (59,2)                 | 16,8 (62,2)                 | 16,5 (61,7)                 | 12,8 (55)                   | 7,9 (46,2)                  | 2,9 (37,2)                  | 0,0 (32)                    | 7,8 (46)                    |
| Апсолутни минимум, °C (°F)                                | −25,6 (−14,1)               | −23,4 (−10,1)               | −15,1 (4,8)                 | −4,6 (23,7)                 | −1,6 (29,1)                 | 3,0 (37,4)                  | 5,9 (42,6)                  | 5,0 (41)                    | −3,1 (26,4)                 | −9,5 (14,9)                 | −16,4 (2,5)                 | −20,8 (−5,4)                | −25,6 (−14,1)               |
| Количина падавина, mm (in)                                | 37 (1,46)                   | 29 (1,14)                   | 30 (1,18)                   | 42 (1,65)                   | 62 (2,44)                   | 63 (2,48)                   | 45 (1,77)                   | 49 (1,93)                   | 40 (1,57)                   | 39 (1,54)                   | 53 (2,09)                   | 43 (1,69)                   | 532 (20,94)                 |
| Дани са падавинама                                        | 7,3                         | 6,1                         | 6,4                         | 6,6                         | 8,6                         | 8,7                         | 7,2                         | 6,9                         | 5,9                         | 5,3                         | 7,8                         | 7,2                         | 84                          |
| Релативна влажност, %                                     | 79                          | 74                          | 66                          | 59                          | 61                          | 61                          | 59                          | 61                          | 67                          | 72                          | 78                          | 80                          | 68,1                        |
| Сунчани сати — месечни просек                             | 62                          | 93                          | 137                         | 177                         | 234                         | 250                         | 271                         | 255                         | 187                         | 141                         | 69                          | 52                          | 1.988                       |
| UV индекс                                                 | 1                           | 2                           | 3                           | 5                           | 6                           | 7                           | 7                           | 6                           | 4                           | 3                           | 1                           | 1                           | 3,8                         |
| Извор: Hungarian Meteorological Service and Weather Atlas |                             |                             |                             |                             |                             |                             |                             |                             |                             |                             |                             |                             |                             |

## Историја
Позната историја Будимпеште почиње са римским градом под именом Аквинкум (Aquincum), основаним око 89. године нове ере, на месту старије келтске насеобине близу места где је настала Обуда. Аквинкум је од 106. до краја 4. века био главни град провинције, доње Паноније. На месту данашње Пеште је био изграђен град Contra Aquincum (или Trans Aquincum).
Област су око 900. године освојили Мађари, који су око једног века касније основали краљевину Мађарску. Када су је уништили Монголи, 1241, Пешта је већ била значајно место, и брзо је поново изграђена, али је Будим био седиште краљевског двора од 1247. и 1361. је постао главни град Мађарске.
Османлије су освојили већи део Мађарске у 16. веку, и прекинули су раст града: Пешту су са југа заузели 1526. године, а Будим 15 година касније. Док је Будим остао седиште османског управника, Пешта је била врло запуштена до 1686. када су је освојили хабзбуршки владари. Године 1690, Великом сеобом Срба под патријархом Арсенијем Чарнојевићем повећава се број будимских и пештанских Срба који су већ од раније живели на овим просторима. Велики део Срба се настанио у будимском Табану. По једном податку, прве кафане у Пешти су отворили Срби - неки Блажа је 1715. отворио "неку врсту кафане" а затим Милош Радић из Сомбора прву у "данашњем кафанско-гостионичарском смислу".
Пешта је од 1723. била седиште административног апарата краљевства, који је најбрже растао у 18. и 19. веку, и иницирао изразити раст града у 19. веку.
Спајање три дистрикта под једну администрацију, које је прво прописала мађарска револуционарна влада 1849. је поништено убрзо потом, по реуспостављању хабзбуршке власти. Коначно је ову одлуку спровела аутономна мађарска краљевска влада, успостављена по аустроугарској нагодби из 1867. (види Аустроугарска). Број становника „уједињене“ престонице је порастао у периоду од 1840. до 1900. на 730.000.
У 20. веку број становника је растао углавном у предграђима. Ујпешт (Нова Пешта) је више него удвостручила број становника између 1890. и 1910, а већина индустрије земље се концентрисала у граду. Људски губици Мађарске током Првог светског рата, и потоњи губитак више од половине територије краљевства (1920) је задао само привремени ударац броју становника, а Будимпешта је постала престоница мање, али сада суверене државе. До 1930. је уже градско језгро бројало милион становника, уз додатних 400.000 у предграђима.
Око трећина од 200.000 Јевреја у Будимпешти је умрла током нацистичког геноцида током немачке окупације у Другом светском рату. Град је знатно порушен у совјетској опсади током зиме 1944, а опоравио се током педесетих и шездесетих. Будимпешта је током осамдесетих поделила судбину државе када је број становника смањен услед повећане емиграције и смањења наталитета.

## Становништво
Будимпешта је најнасељенији град у Мађарској и један од највећих градова у Европској унији. Број становника је последње деценије у успону. Ако се узму у обзир сва насељена места унутар Будимпештанске Метрополитан области, која је дом за 3,3 милиона људи, то износи око 34% од мађарског становништва. Године 2014. град је имао густину насељености од 3.314 људи по квадратном километру и то је најгушће насељена општина у Мађарској. Округ Ержебетварош са преко 30.000 становника по km² једно је од најгушће насељених подручја на свету.
Према попису из 2011. У Будимпешти је живело 1.729.040 људи у 906.782 домаћинстава. По националности је било 1.397.851 Мађара (80,8%), 19.530 Рома (1,1%), 18,278 Немаца (1,0%), 6.189 Румуна (0,4%), 4.692 Кинеза (0,3%) и 2.581 Словака (0,1%). На истом попису 301.943 становник Будимпеште (17,5%) није се изјаснио о својој националности. У Мађарској се људи могу определити за више од једне етничке припадности, тако да је збир националности већи од укупног становништва. У Будимпешти се налази једна од највећих јеврејских заједница у Европи.
| 1949.     | 1960.     | 1970.     | 1980.     | 1990.     | 2001.     | 2011.     | 2017.     |
| --------- | --------- | --------- | --------- | --------- | --------- | --------- | --------- |
| 1.590.316 | 1.804.606 | 2.001.083 | 2.059.226 | 2.016.681 | 1.777.921 | 1.729.040 | 1.752.704 |

### Срби у Будимпешти
Данас у Будимпешти живи преко две хиљаде Срба. Они су махом потомци далеких предака из „Чарнојевићевог јата“ који су се доселили Великом сеобом Срба 1690, али има и Срба који су се доселили почев од 90-их година 20. века и повећавају број малобројне али веома активне и живе заједнице Срба у Мађарској. Срби у Будимпешти имају своју Српску православну црквену општину са саборним храмом Великомученика Светог Георгија у Српској улици (мађ. Szerb utca) близу популарне Вацке (мађ. Váci utca) улице, која је у склопу Епархије будимске. Црква је подигнута 1733. године, а 1752. године добила дозидани западни део са звоником. То је вероватно урадио пештански архитекта Адам Мајерхофер. Темпло је дуборезачки рад, који је извео 1838—1845. године билдхауер Михајло Јанић из Арада. Иконостас је осликао 1857. године Карољ Стерио. Првобитни иконостас је био рад иконописца Стефана Тенецког, и пренет је после поплаве 1838. године у Адоњ. Потпуно је уништен током једног од савезничких бомбардовања у Другом светском рату. Црквена порта садржи 43 надгробна епитафа и споменике старе од 18. века, сви су од мермера, и део њих је пренет ту након рушења српског Табанског - Будимског храма. У порти се налази зграда некадашње српске вероисповедне школе.
У Будимпешти постоји Српско забавиште, основна школа, гимназија и ђачки дом „Никола Тесла“. Српску школу похађа преко 200 ђака.
У мађарској престоници раде и Самоуправа Срба у Мађарској као и Српска самоуправа у Будимпешти.
Овде су се појављивале и Српске народне новине, које сада излазе под називом Српске недељне новине као недељник Срба у Мађарској, а такође и лист Невен. Овде се уређује и Српски екран, получасовна емисија Мађарске телевизије на српском језику која се емитује недељно.
У мађарској престоници делују и квартовске (окружне) српске самоуправе као и Задужбина Јакова Игњатовића и Задужбина Саве Текелије — Текелијанум.
У Будимпешти ради и Српско позориште у Мађарској, а такође и КУД Табан.
Српска самоуправа у Будимпешти је 2008. године покренула Радио ритам — интернет радио-станицу која 24 часа емитује свој програм на српском језику.

## Окрузи Будимпеште
Будимпешта, има 23 округа (мађ. kerület), сваки са својом сопственом управом.
| Округ                  | Становништво (1. јануар 2012) | Површина (km²) | Густина (/km²) | Оснивање |
| ---------------------- | ----------------------------- | -------------- | -------------- | -------- |
| x                      | 0                             | 0              | 0              | x        |
| Будимпешта I округ     | 24 528                        | 3,41           | 7 193          | 1873.    |
| Будимпешта II округ    | 88 011                        | 36,34          | 2 422          | 1873.    |
| Будимпешта III округ   | 123 889                       | 39,70          | 3 121          | 1873.    |
| Будимпешта IV округ    | 99 050                        | 18,82          | 5 263          | 1950.    |
| Будимпешта V округ     | 27 342                        | 2,59           | 10 557         | 1873.    |
| Будимпешта VI округ    | 43 377                        | 2,38           | 18 226         | 1873.    |
| Будимпешта VII округ   | 64 767                        | 2,09           | 30 989         | 1873.    |
| Будимпешта VIII округ  | 85 173                        | 6,85           | 12 434         | 1873.    |
| Будимпешта IX округ    | 63 697                        | 12,53          | 5 084          | 1873.    |
| Будимпешта X округ     | 81 475                        | 32,49          | 2 508          | 1873.    |
| Будимпешта XI округ    | 145 510                       | 33,49          | 4 345          | 1934.    |
| Будимпешта XII округ   | 55 776                        | 26,68          | 2 091          | 1940.    |
| Будимпешта XIII округ  | 118 320                       | 13,44          | 8 804          | 1938.    |
| Будимпешта XIV округ   | 123 786                       | 18,13          | 6 828          | 1935.    |
| Будимпешта XV округ    | 79 779                        | 26,94          | 2 961          | 1950.    |
| Будимпешта XVI округ   | 68 235                        | 33,51          | 2 036          | 1950.    |
| Будимпешта XVII округ  | 78 537                        | 54,82          | 1 433          | 1950.    |
| Будимпешта XVIII округ | 94 663                        | 38,60          | 2 452          | 1950.    |
| Будимпешта XIX округ   | 62 210                        | 9,38           | 6 632          | 1950.    |
| Будимпешта XX округ    | 63 887                        | 12,18          | 5 245          | 1950.    |
| Будимпешта XXI округ   | 76 976                        | 25,75          | 2 989          | 1950.    |
| Будимпешта XXII округ  | 51 071                        | 34,25          | 1 491          | 1950.    |
| Будимпешта XXIII округ | 19 982                        | 40,77          | 490            | 1994.    |
| Укупно                 | 1 740 041                     | 525,13         | 3 314          | —        |

## Архитектура
У Будимпешти се налази велики број значајних грађевина из различитих историјских периода. Најстарије су из времена античког Рима (1. век), када се овде налазио римски град Аквиникум, али ту су и ремек дела савремене архитектуре, попут Палате уметности. Већина зграда у Будимпешти, релативно су ниске. Свега стотинак зграда имају више од 10 спратова. Ово је последица жеље да се сачува историјски градски пејзаж. Обала Дунава, Будимски дворац са околином, Авенијом Андраши и Миленијумским музејом метроа, налазе се на листи места Унеско светске баштине, па је и то разлог строгих правила које град прописује када је у питању изградња нових зграда у центру зграда.
На улицама Будимпеште могу се видети грађевине пројектоване различитим архитектонским и уметничким стиловима. Поред античке, ту су здања грађена у готском, ренесансном, византијском, барокном, класичном и неокласичном стилу, а Будимпешта је препознатљива и по архитектури сецесије.

## Привреда

### Саобраћај
Ферихеђ (Ferihegy) аеродром има 3 различита путничка терминала: Ферихеђ 1, Ферихеђ 2/A и Ферихеђ 2/B. Аеродром се налази источно од центра града у XVIII округу у Пештсентлеринцу (Pestszentlőrinc).
Будимпешта је најзначајнији мађарски путни терминус; сви главни ауто-путеви завршавају у Будимпешти. Она је такође и најзначајнији железнички терминус.
У Будиму одмах поред Ланчаног моста се налази ознака у виду споменика „Нулти километар“. Од те тачке се мере сва растојања у Мађарској. Сам споменик од мермера представља нулу.
Река Дунав протиче кроз Будимпешту на путу ка Црном мору. Будимпешта је кроз историју била важна трговачка лука.
Будимпештански метро је други најстарији на свету 1894. (после лондонског). Та метро линија на дубини од само неколико метара је првих година била са коњском вучом. Полазна станица је са Верешмарти тера где се налази и најстарија посластичарница у Мађарској Жербо која је позната по колачу Жербо коцке. Крај линије је у Варошлигету — парку близу Трга хероја. Прва метро линија се сада зове M1 или Жута линија. У потпуности је рестаурисана у оригинално стање, због туристичко — историјских вожњи. Друге три линије, M2 (црвена), M3 (плава) и М4 (зелена) су касније изграђене и воде ка другим деловима града. Ове линије се налазе на великој дубини, а црвена и зелена иду чак испод Дунава.
Види такође: Листа метро станица у Будимпешти.

## Партнерски градови
- Беч
- Сарајево
- Сао Пауло
- Тел Авив
- Даблин
- Лече
- Мондрагоне
- Напуљ
- Сан Вито ал Таљаменто
- Фиренца
- Осака
- Пекинг
- Теџон
- Вилњус
- Берлин
- Франкфурт на Мајни
- Варшава
- Кјелце
- Краков
- Лисабон
- Букурешт
- Таргу Муреш
- Њујорк
- Форт Ворт
- Дамаск
- Кошице
- Суботица
- Бангкок
- Истанбул
- Кијев
- Лавов
- Загреб
- Мадрид